# 이성 (세종특별자치시)
이성(李城)은 세종특별자치시 전동면에 있는 고려시대의 성이다. 1989년 12월 29일 충청남도의 기념물 제77호로 지정되었으나, 세종특별자치시 출범에 따라 2012년 7월 1일 해제되었고, 2012년 12월 31일 세종특별자치시의 기념물 제4호로 재지정되었다.

## 개요
이성은 전동면 송성리에 위치하고 전체둘레 790m, 폭 2m, 높이 2∼5m이며, 성벽은 거의 무너져 있으나 남쪽 성벽만 원형을 보존하고 있다. 전설에 의하면 전의이씨(全義李氏) 시조인 이도가 성을 쌓고 살던 곳이라는 전설이 있어 이성이라고 한다. 성내에서 백제 말기에 속하는 기와편들이 출토되고 있어 금이성과 함께 백제시대 조성된 산성으로 추정된다.

## 현지 안내문
이성(李城)은 해발 229m의 산 정상부를 감싸 만든 테뫼식의 산성이다.
현재는 허물어져 돌을 쌓은 양식이나 원래의 성 높이 등은 확인할 수 없으나 총 둘레는 510m에 이른다. 고려 태조 때 이도(李悼)가 성을 쌓고 살던 곳이라 하여 이성(李城)이라는 이야기도 있으나, 성 안에서 백제 말기에 속하는 기와 조각이 수습된 것으로 미루어 이 성은 백제 시대에 국경 수비를 위한 산성으로 축성이 이루어져 이후 계속 보수되면서 이용된 듯 하다.
《신증동국여지승람》에 의하면 성의 크기가 1,184척이라 하고 우물이 한 곳 있다고 한다.

## 참고 자료
- 이성 - 국가유산청 국가유산포털